# Краснохвостый щетинкоклювый бюльбюль
Краснохвостый щетинкоклювый бюльбюль (лат. Bleda syndactylus) — вид певчих воробьиных птиц из семейства бюльбюлевых. Выделяют два подвида.

## Распространение
Обитают в Африке (центральная часть континента: от Сьерра-Леоне на западе до Кении на востоке), живут в лесах и лесосаванне.

## Описание
Длина тела 20,5—23 см, самцы тяжелее самок. Клюв крепкий. У представителей номинативного подвида над глазом полумесяц голой серовато-голубой кожи, верхняя сторона тела оливково-зелёная или оливково-коричневая, хвост рыжий, нижняя сторона тела желтая.
От других членов рода представителей вида можно отличить по окраске хвоста и голосу.

## Биология
Миграций не совершают. Питаются членистоногими, пауками, а также лягушками и жабами, фруктами. Благодаря мощному клюву и размерам эти птицы могут добывать довольно крупную добычу. Миграций не совершают. В кладке два яйца, редко одно. Насиживает самка.